# Alcis tindzinaria
Alcis tindzinaria là một loài bướm đêm trong họ Geometridae.